# Kasugai, Aichi
Kasugai (春日井市 Kasugai-shi) là một đô thị loại đặc biệt thuộc tỉnh Aichi, vùng Chūbu, Nhật Bản.
Thành phố rộng 92,71 km2, ở phía Bắc của tỉnh, giáp với Nagoya ở phía Nam.
Thành phố được thành lập vào ngày 1 tháng 6 năm 1943.
Một phần sân bay Nagoya nằm ở thành phố Kasugai. Phần còn lại của sân bay nằm ở thành phố Komaki.
Ngoài ra còn có một nhà sản xuất bánh kẹo mang tên Kasugai đóng trụ sở ở đây.

## Thành phố kết nghĩa
- Kelowna (British Columbia, Canada)